# Diócesis de Asansol
La diócesis de Asansol (en latín: Dioecesis Asansolensis y en inglés: Roman Catholic Diocese of Asansol) es una circunscripción eclesiástica de la Iglesia católica en India. Se trata de una diócesis latina, sufragánea de la arquidiócesis de Calcuta. Desde el 4 de mayo de 2020 es sede vacante y su administrador apostólico es el obispo es Salvadore Lobo.

## Territorio y organización
La diócesis tiene 13 300 km² y extiende su jurisdicción sobre los fieles católicos de rito latino residentes en el estado de Bengala Occidental en el distrito de Bardhaman y en parte de los distritos de Birbhum y de Bankura.
La sede de la diócesis se encuentra en la ciudad de Asansol, en donde se halla la Catedral del Sagrado Corazón de Jesús.
En 2020 en la diócesis existían 25 parroquias.

## Historia
La diócesis fue erigida el 24 de octubre de 1997 con la bula Pastorali quidem del papa Juan Pablo II, obteniendo el territorio de la arquidiócesis de Calcuta.

## Estadísticas
Según el Anuario Pontificio 2021 la diócesis tenía a fines de 2020 un total de 31 050 fieles bautizados.
| Año                                                                             | Población            | Población  | Población      | Sacerdotes | Sacerdotes    | Sacerdotes    | Bautizados por sacerdote | Diáconos permanentes | Religiosos | Religiosos | Parroquias |
| Año                                                                             | Bautizados católicos | Total      | % de católicos | Total      | Clero secular | Clero regular | Bautizados por sacerdote | Diáconos permanentes | Varones    | Mujeres    | Parroquias |
| ------------------------------------------------------------------------------- | -------------------- | ---------- | -------------- | ---------- | ------------- | ------------- | ------------------------ | -------------------- | ---------- | ---------- | ---------- |
| 1999                                                                            | 19 000               | 11 000     | 0.2            | 32         | 16            | 16            | 593                      |                      | 26         | 110        | 19         |
| 2000                                                                            | 19 500               | 11 050 000 | 0.2            | 34         | 18            | 16            | 573                      |                      | 25         | 120        | 20         |
| 2001                                                                            | 21 081               | 11 090 000 | 0.2            | 36         | 19            | 17            | 585                      |                      | 32         | 128        | 21         |
| 2002                                                                            | 22 171               | 11 100 000 | 0.2            | 37         | 19            | 18            | 599                      |                      | 33         | 126        | 11         |
| 2003                                                                            | 23 500               | 11 390 000 | 0.2            | 41         | 20            | 21            | 573                      |                      | 37         | 127        | 11         |
| 2004                                                                            | 23 900               | 11 890 000 | 0.2            | 44         | 23            | 21            | 543                      |                      | 39         | 130        | 11         |
| 2006                                                                            | 24 841               | 12 100 000 | 0.2            | 51         | 28            | 23            | 487                      |                      | 39         | 147        | 12         |
| 2012                                                                            | 29 345               | 14 069 000 | 0.2            | 69         | 40            | 29            | 425                      |                      | 47         | 195        | 15         |
| 2015                                                                            | 31 256               | 14 624 000 | 0.2            | 75         | 46            | 29            | 416                      |                      | 50         | 220        | 15         |
| 2018                                                                            | 30 600               | 15 155 480 | 0.2            | 69         | 43            | 26            | 443                      |                      | 34         | 160        | 16         |
| 2020                                                                            | 31 050               | 15 493 500 | 0.2            | 74         | 46            | 28            | 419                      |                      | 37         | 150        | 25         |
| Fuente: Catholic-Hierarchy, que a su vez toma los datos del Anuario Pontificio. |                      |            |                |            |               |               |                          |                      |            |            |            |

## Episcopologio
- Cyprian Monis (24 de octubre de 1997-4 de mayo de 2020 retirado)
  - Sede vacante (desde 2020)
  - Salvadore Lobo,[nota 1] desde el 4 de mayo de 2020 (administrador apostólico)